# Djurgårdens Idrottsförening
O Djurgårdens Idrottsförening, vulgarmente conhecido como Djurgårdens IF ou simplesmente Djurgården ( PRONÚNCIA SUECA), é um clube sueco da cidade de Estocolmo.                                                                         

As cores do clube são: camisola (br: camiseta) azul claro e azul escuro, e calção azul.

O estádio onde disputa os seus jogos em casa chama-se Tele2 Arena, com capacidade para 30 000 pessoas.

Foi fundado em 1891, sendo assim uma das agremiacões desportivas mais antigas do país. 

É principalmente conhecido no âmbito do futebol e do hóquei no gelo, mas também é ativo noutras atividades, com destaque para a esgrima. 

Dispõe de uma equipa feminina chamada Djurgårdens IF Dam.

Participou pela primeira vez no Campeonato Sueco de Futebol (Allsvenskan) em 1927/28.                          

É um dos maiores clubes de futebol do país, tendo vencido várias vezes o Campeonato da Suécia (Allsvenskan) e a Copa da Suécia (Svenska cupen). 

Atualmente (2025) disputa o Allsvenskan, a primeira divisão de futebol da Suécia.                                

A equipe ficou conhecida entre os brasileiros por sua torcida cantar nas arquibancas uma música que é uma adaptação do Rap das Armas, de Cidinho e Doca, dupla de cantores de funk proibidão carioca.

Na temporada 2024-25 o clube chegou as semifinais da Conference League, perdendo para o Chelsea por 5 a 1 no agregado.

## Títulos
Atualizado a 25 de outubro de 2024

- Campeonato Sueco: 12

(1912, 1915, 1917, 1920, 1954–55, 1959, 1964, 1966, 2002, 2003, 2005 e 2019).
- Campeonato Sueco - 2ª Divisão: 1

(2000).
- Division 1 Campeonato Sueco de Futebol
3º Divisão: 3

(1987, 1994 e 1998).
- Copa da Suécia: 5

(1989–90, 2002, 2004, 2005 e 2018).

## Notáveis jogadores
- Pa Dembo Tourray
- Kebba Ceesay
- Kennedy Igboananike
- Philip Hellqvist
- Teddy Sheringham

## Uniformes

### 1º Uniforme
| 2020 | 2019 | 2018 | 2017 | 2016 | 2014-15 | 2012-13 | 2010-11 |

### 2º Uniforme
| 2020 | 2019 | 2018 | 2017 | 2016 | 2014-15 | 2012-13 | 2010-11 |

### 3º Uniforme
|  |  |  |  |  |  |  |  |  |  |  |  |  |  |  |  |  |  |  |  |  |  |  |  |  |  | 2019 | 2018 |  |  |  |  |  |  |  |  |  |  |  |  |  |  |  |  |  |  |  |  |  |  |  |  |  |  | 2016 |

### Outros Uniformes
| 4º Uniforme 2019 |

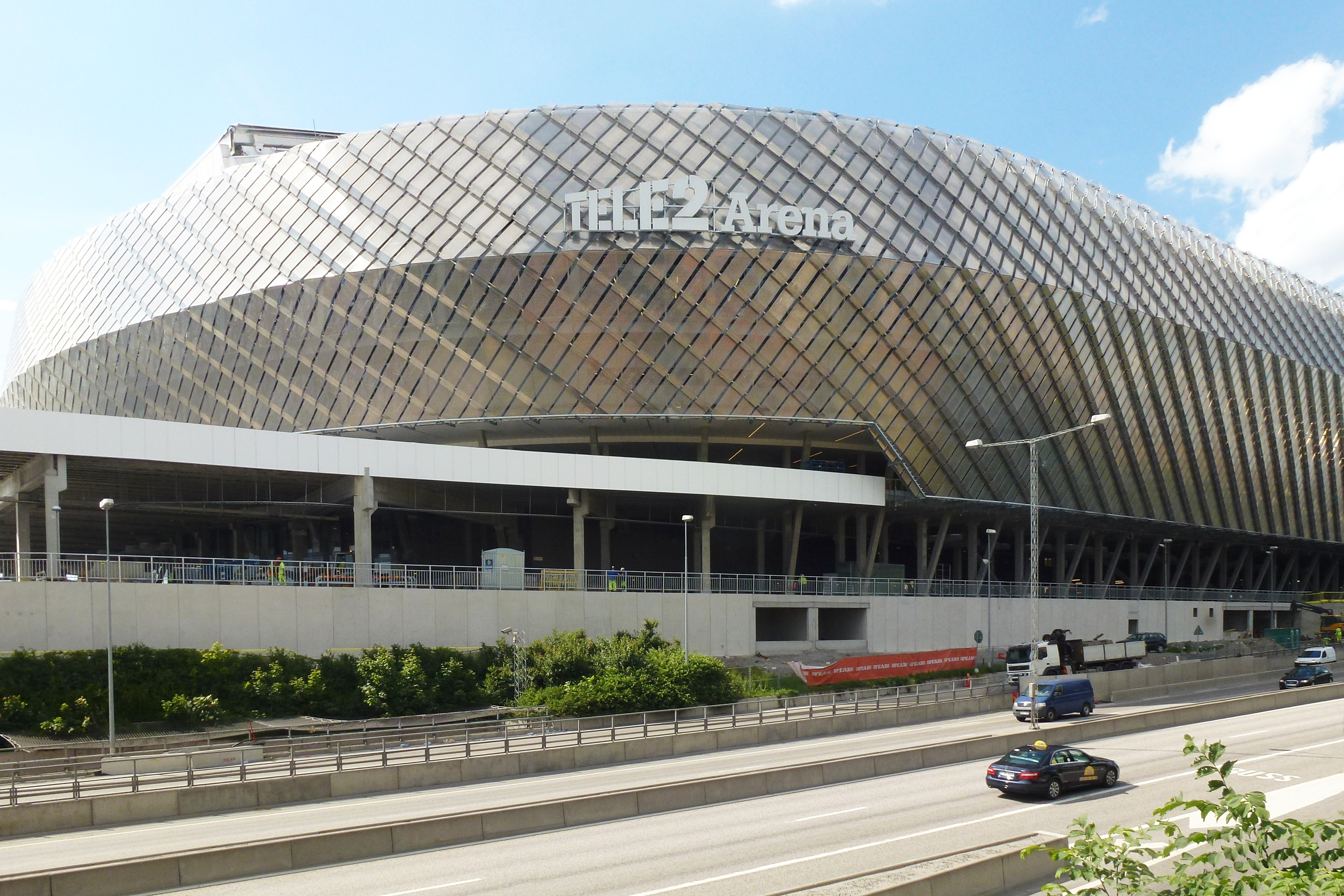
O estádio Tele2Arena
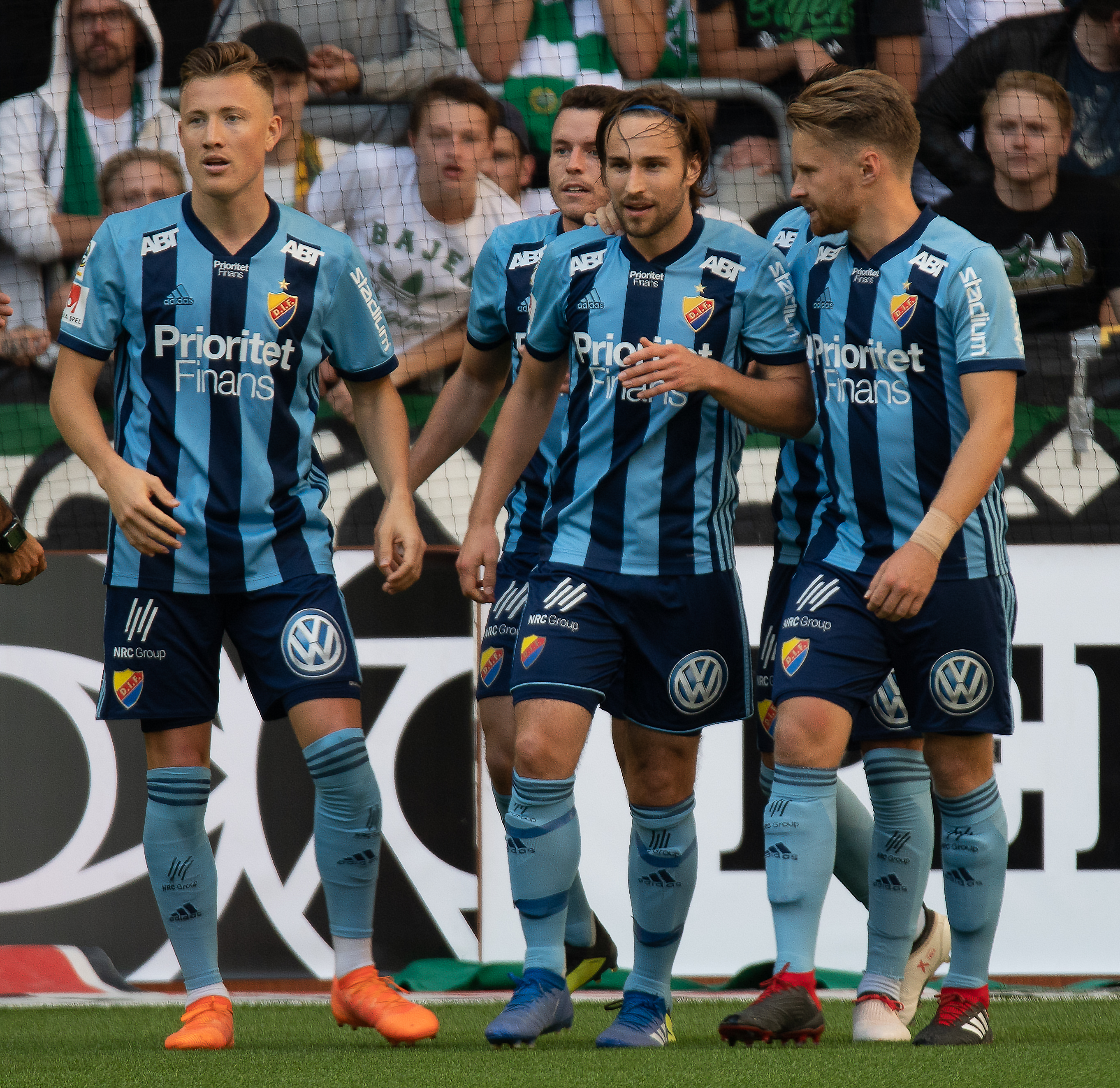
Hammarby-Djurgården em 2018